# أوسكار هيسيرير
أوسكار هيسيرير (بالفرنسية: Oscar Heisserer)‏ ولد في 18 يوليو 1914 في تشيرهين وتوفي في 7 أكتوبر 2004 في ستراسبورغ . كان لاعب كرة قدم فرنسي سابق حيث لعب لصالح نادي ستراسبورغ وفي صفوف منتخب فرنسا في نهائيات بطولة كأس العالم التي أقيمت في فرنسا سنة 1938 حيث سجل هدف .

## روابط خارجية
- أوسكار هيسيرير على موقع قاعدة بيانات كرة القدم.إي يو (الإنجليزية)
- أوسكار هيسيرير على موقع ناشيونال فوتبول تيمز (الإنجليزية)